# 武明
武明（1975年5月15日—），是一名已经退役的中国足球运动员，能够出任中场多个位置。
陆炜是上海申花建队时被选入球队的原上海队球员，但是第一年联赛没有获得机会，次年即转投刚刚升入甲B联赛的上海大顺。1999年，刚刚降级的球队被并入上海浦东，此后武明一直在球队效力。2005年转会上海九城，不久后退役。